# Svátost smíření

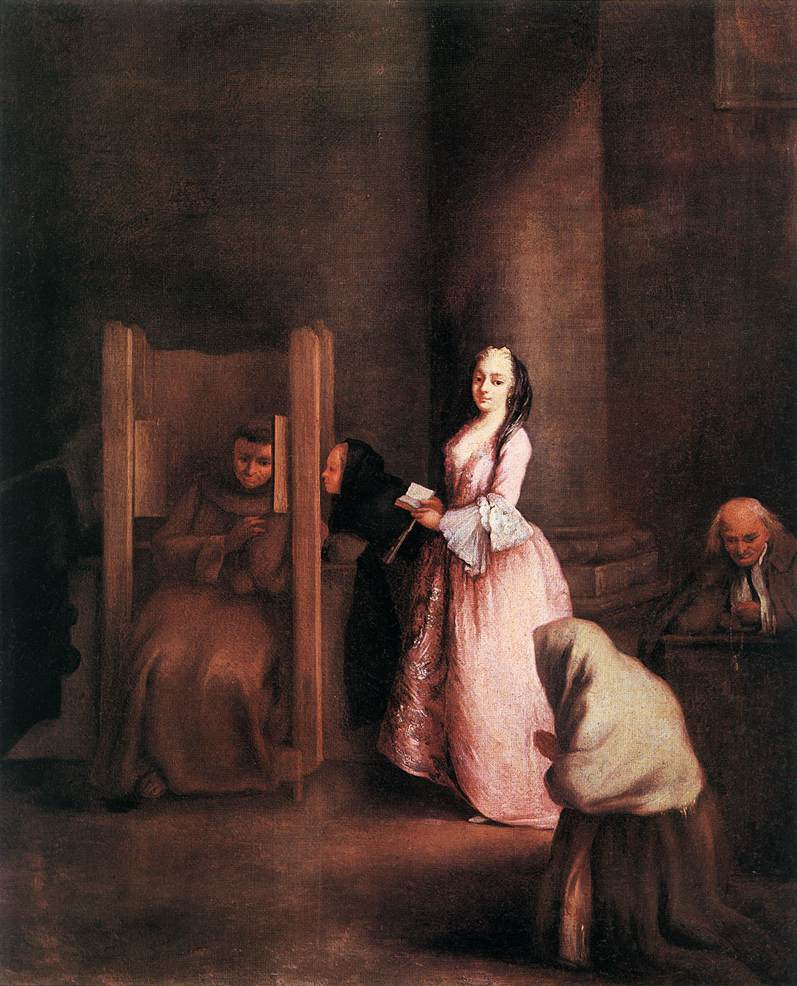
Zpověď, olej od Pietra Longhiho

Svátost smíření, někdy též svátost pokání, obvykle známá a označovaná jako svatá zpověď je jednou ze svátostí katolické, pravoslavné, anglikánské, starokatolické a husitské církve, jejímž prostřednictvím křesťan vyznáním vlastních hříchů může dojít smíření s Bohem a církví.
Svátost smíření se slaví buď společnou formou (bohoslužba smíření, v katolické církvi s individuálním vyznáním hříchů), nebo soukromým vyznáním hříchů Bohu skrze kněze (tzv. ušní zpověď).

## Dějiny svátosti
Svátost smíření nabývá prvních podob ve starokřesťanském veřejném vyznávání hříchů před církví. V raném středověku se během mnišské iroskotské misie začíná šířit praxe soukromého vyznání hříchů Bohu skrze kněze. Počínaje 9. stoletím se svátost pokání vypočítává mezi sedmi svátostmi církve ustanovenými Ježíšem Kristem. Liturgická reforma Druhého vatikánského koncilu zavádí do běžného užívání označení svátost smíření, které v českém prostředí začíná pomalu převládat.

## Katolická církev
Viz též: Svátost smíření (katolická církev)

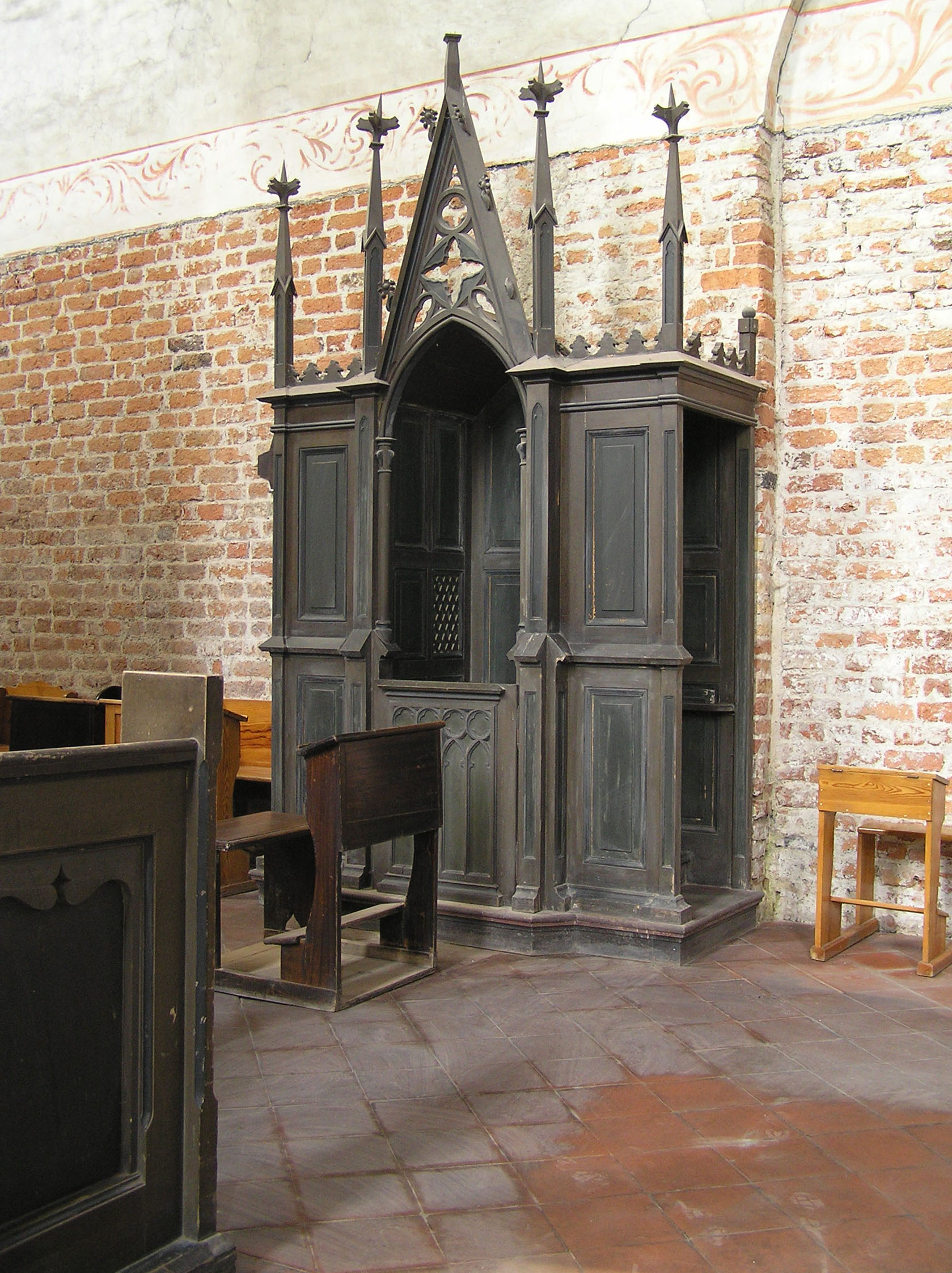
Zpovědnice v katolickém kostele

Svátost smíření má v katolické církvi již zmiňované dvě podoby – společnou, nebo soukromou. Po liturgické reformě Druhého vatikánského koncilu došlo k obnovení praxe společných bohoslužeb smíření, kdy veškeré části slavení smíření jsou společné, s výjimkou individuálního vyznání hříchů knězi a rozhřešení. Obvyklejší je však i nadále forma soukromé (tzv. ušní) zpovědi.
Svátost smíření není pouze způsobem, jak „získat“ odpuštění hříchů. V katolickém chápání se jedná o setkání s odpouštějícím Kristem, který pro každého člověka obětoval svůj život na kříži.
V moderní době se objevuje otázka možnosti "zpovědi na dálku", např. za pomoci telefonu či internetu, dokonce údajně existují i výjimečné případy, kdy k ní dochází. Podle vyjádření mluvčího České biskupské konference však v tomto případě nelze mluvit o platné svátosti smíření, ale maximálně o jakési obdobě linky důvěry, která nemá svátostný charakter.

### Součásti svátosti smíření
V katolické církvi obsahuje slavení svátosti smíření několik kroků:
- zpytování svědomí (sebepoznání)
- lítost
- předsevzetí
- vyznání hříchů (zpověď) → rozhřešení
- pokání (kající skutek, zadostiučinění)

#### Zpytování svědomí, lítost a předsevzetí
- Zpytování svědomí má za cíl poznání vlastních hříchů.
- Nejdůležitější součástí svátosti smíření je lítost nad hříchy, kterých se křesťan dopustil. Rozlišuje se lítost dokonalá (motivovaná láskou k Bohu) a nedokonalá (z touhy po věčném životě, nebo ze strachu před zavržením). Lítost, alespoň nedokonalá, je nezbytnou součástí svátosti smíření.
- Se svátostí smíření musí být spojen také úmysl nadále ve vyznávaných záležitostech nehřešit.
- Při samotném vyznání hříchů je zapotřebí vyznat pouze smrtelné hříchy, které křesťan dosud nevyznal. Obvykle se křesťané vyznávají také z tzv. všedních hříchů.
- Při svátosti smíření dostává penitent od zpovědníka tzv. dostiučinění či pokání – obvykle nějaký malý úkol, který mu má pomoci v jeho rozhodnutí nadále nehřešit; může se jednat např. o modlitbu, pouť nebo náhradu způsobené škody. Součástí pokání však může být i vážnější úkol, jako je třeba příkaz dotyčnému přihlásit se na policii, nebo příkaz navštívit lékaře např. tehdy, projevují-li se u penitenta nebezpečné psychotické sklony.

Rozhřešení však nemůže dostat člověk, který vyznává své hříchy bez lítosti, který nechce hříchu zanechat nebo se nevyhýbat příležitosti k němu, nebo který se nechce smířit se svým nepřítelem apod. Rozhřešení, které zpovídající se získá tím, že uvede zpovědníka v omyl (např. předstíráním lítosti či zatajením těžkého hříchu), je neplatné.

#### Pokání
Pokání je obvykle nějaký malý úkol, který mu má pomoci v jeho rozhodnutí nadále nehřešit či který má zahladit škody způsobené jeho hříšným jednáním; může se jednat např. o modlitbu, pouť nebo náhradu způsobené škody. Součástí pokání však může být i vážnější úkol, jako je třeba příkaz dotyčnému přihlásit se na policii, nebo příkaz navštívit lékaře např. tehdy, projevují-li se u penitenta nebezpečné psychotické sklony. Nesplnění uloženého pokání může být (podle okolností) těžkým hříchem a může znamenat neplatnost celé zpovědi.

#### Rozhřešení

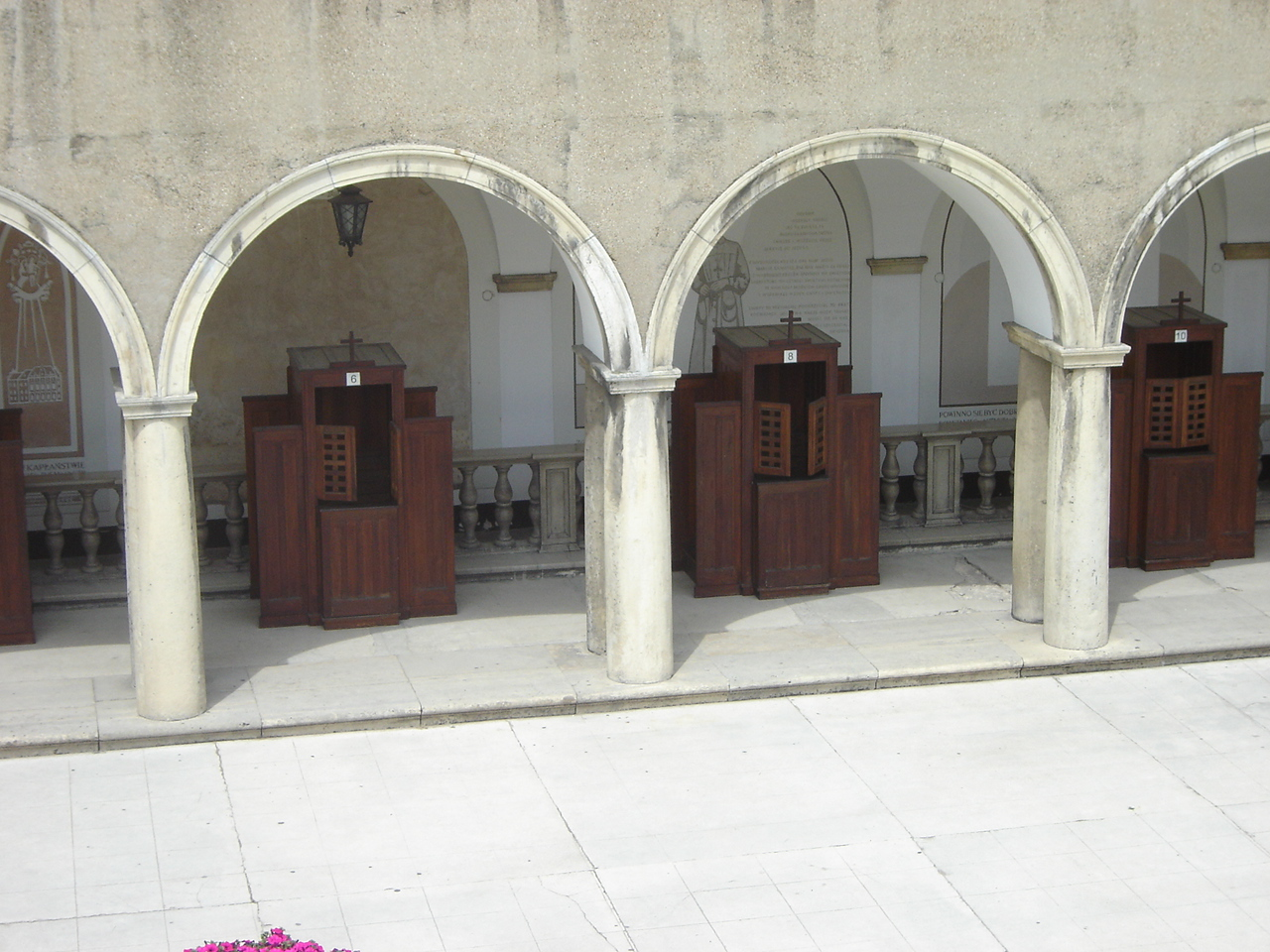
Při poutích často chodí ke zpovědi i katolíci, kteří normálně tuto povinnost zanedbávají. Proto se na katolických poutních místech vyskytuje často značné množství zpovědnic a kněží, kteří jsou k disposici jako zpovědníci. Zde zpovědnice v klášteře Jasná Hora

Podstatnou součástí svátosti smíření je tzv. rozhřešení (rozvázání od hříchů), označované též jako absoluce. Rozhřešení může kněz udělit pouze ve fyzické přítomnosti penitenta – není možné tedy slavit svátost smíření přes telefon, dopis či internet.
Některé hříchy, které jsou spojeny s exkomunikací rezervovanou Apoštolskému stolci, může kněz rozhřešit pouze poté, co obdrží rekurs (odpověď) na dotaz vznesený Apoštolskému stolci. Všichni zpovědníci českých a moravských diecézí mají povolení udělit rozhřešení těm, kteří se vyznávají z provedení interrupce (která mezi zmiňované hříchy patří).
Rozhřešení je provázeno slovy kněze:
Bůh, Otec veškerého milosrdenství smrtí a vzkříšením svého Syna smířil se sebou celý svět a na odpuštění hříchů dal svého svatého Ducha. Ať ti skrze tuto službu církve odpustí hříchy a naplní tě pokojem. Uděluji ti rozhřešení ve jménu Otce i Syna i Ducha svatého. Amen.
latinsky:
Deus, Pater misericordiarum qui per mortem et resurrectionem Filii sui mundum sibi reconciliavit et Spiritum Sanctum effudit in remissionem peccatorum, per ministerium Ecclesiae indulgentiam tibi tribuat et pacem. Et ego te absolvo a peccatis tuis in nomine Patris et Filii, et Spiritus Sancti. Amen.

### Zpovědní zrcadlo
Zpovědní zrcadlo je text probírající různé hříchy, poklesky, vášně. Zpovědní zrcadlo si může pročítat kajícník před zpovědí, aby si uvědomil, co všechno je hříchem a čím se ve svém životě prohřešil. V tomto zrcadle má pravdivě uvidět svůj duchovní stav ve světle učení svatých otců Církve.

### Zpovědní tajemství
Soukromá zpověď je vykonávána pod tzv. zpovědním tajemstvím, podle kterého kněz nejenže nesmí (pod trestem exkomunikace) vyjevit, co se dozvěděl při zpovědi (a to ani před státními orgány), ale nesmí informace, které získal, zohledňovat a využívat ve svém konání (kupř. tedy není možné, aby kněz poté, co se mu kostelník vyzpovídá, že zpronevěřuje farní peníze, kostelníkovi poté správu nad financemi odebral nebo na základě zpovědi začal zkoumat účetní knihu). To se týká nejen běžných hříchů, ale i těžkých zločinů, které jinak podléhají ohlašovací povinnosti. Vyzná-li penitent ve zpovědi některý těžký zločin, zpovědník jej obvykle vyzve, aby se v rámci pokání k zločinu doznal; teprve tehdy (nebo s touto podmínkou) mu obvykle udělí rozhřešení.
Zpovědní tajemství je uznáváno většinou států – uznávají je i zákony České republiky – avšak kněží mají povinnost je dodržovat i na území států, které toto tajemství neuznávají. Některé kněží, kteří raději zemřeli, než aby zpovědní tajemství vyzradili státní moci, církev ctí jako světce, což se týká i dvou významných českých světců, sv. Jana Nepomuckého a sv. Jana Sarkandera; jsou to takzvaní mučedníci zpovědního tajemství.
V rámci katolické církve nemůže nikdo a za žádných okolností, s výjimkou samotného zpovídaného, zprostit kněze povinnosti dodržovat zpovědní tajemství, a to ani papež, přesto kněz není ani přes výslovný souhlas zpovídaného oprávněn potvrdit či vyvrátit onen fakt zpovědi ani obsah ani zpovídanou osobu. Zpovědním tajemstvím je vázán případně i tlumočník, stejně jako další lidé, kteří se o obsahu zpovědi jakýmkoli jiným způsobem dozví (například jej náhodou zaslechnou, když kajícník mluví ve zpovědnici příliš hlasitě). Zpovědní tajemství zavazuje i po smrti kajícníka a i tehdy, když kněz odepřel kajícníkovi udělit rozhřešení.
Dle výnosu Kongregace pro nauku víry z roku 1988 se trestá automatickou exkomunikací i nahrátí zpovědi, vlastní i cizí, pravé i předstírané.

## Pravoslavná církev
V pravoslavné církvi se používá název svatá tajina pokání. Pravoslavní věřící praktikují pravidelnou zpověď a počítá se zde mezi svátosti (tajiny). Každý se snaží vyzpovídat se alespoň jednou do roka. V českých zemích se vyskytuje i tzv. obecná společná zpověď, která je už spíše na ústupu. V pravoslavném světě je až na drobné výjimky praktikována pouze zpověď tichá, kdy je kajícník sám se svým zpovědníkem.
Existují dvě různé zpovědní tradice v pravoslaví. První je typická pro slovanské pravoslaví. Pravoslavní zde považují krátkou ušní zpověď za nezbytnou podmínku účasti na svatém přijímání při božské liturgii, často se zde setkáme se striktním zákazem připustit k přijímání toho, kdo se tohoto či předešlého dne nevyzpovídal.
Druhá tradice je typická spíše pro řecké pravoslaví, kde má věřící svého zpovědníka (na rozdíl od slovanského pravoslaví tady ne každý kněz má povoleno zpovídat věřící). Zpovědník, jemuž se v pravoslaví někdy říká duchovník, může přebývat někdy i dosti daleko od místa bydliště věřícího (např. se jezdí za nějakým knězem do monastýru /kláštera/, nebo na Svatou Horu Athos apod.) Zpovědník po zpovědi určí, jak často a jak dlouho může věřící chodit ke svatému přijímání (pokud mu např. dá požehnání, aby chodil k přijímání každou neděli a ke zpovědi přijel opět za čtvrt roku, pak se v této lhůtě tento věřící nemusí před přijímáním zpovídat).
Zpověď se v pravoslavném chápání obrací ke Kristu čili k Bohu v přítomnosti kněze, nikoli ke knězi a přes kněze k Bohu. Kněz je zde pouze svědkem pokání a opatrně posuzuje duchovní stav kajícníka, aby našel nejvhodnější duchovní radu, lék. Není-li kajícník zatížen nějakým zvláště těžkým hříchem, který by vyžadoval jako epitimii (duchovní léčbu, nápravu) oddělit věřícího od svatého přijímání, jež by v takovém případě mohlo hříšníkovi vážně ublížit, pak mu zpovědník uděluje rozhřešení – skrze požehnání kněze dává Bůh kajícníkovi odpuštění jeho hříchů. Pravoslavní obvykle neužívají zpovědnice, ale zpovídající se obrací k ikoně Krista (někdy se kajícník zpovídá ještě nad svatým křížem a evangeliářem); přítomný kněz pomáhá přitom svou modlitbou, připomínáním křesťanských ctností a hlavních hříchů a otázkami. Zpovědník se snaží vést kajícníka, aby poznal svou duchovní nemoc a zatoužil po nápravě a po duchovním uzdravení.

### Rozhřešení
„Hospodine, Bože spásy služebníků svých, milostivý, slitovný a dlouhoshovívavý, který cítíš lítost nad naší zlobou a nechceš smrti hříšníka, ale aby se obrátil a živ byl: sám i nyní, ó Vládce, smiluj se nad služebníkem svým (jméno) a dej mu pravé pokání, odpuštění a prominutí všech hříchů úmyslných i neúmyslných; smiř ho a sjednoť se svatou Církví svou v Kristu Ježíši, Pánu našem, s nímž tobě náleží moc a velkolepost, nyní i vždycky, až na věky věků. Amen.“
Za touto rozhřešující modlitbou následuje v obřadních příručkách slovanských církví ještě krátký dovětek, který byl zařazen pod vlivem církve římskokatolické. Řekové ho neznají.
I v pravoslavné církvi je zpovědník vázán zpovědním tajemstvím.
Starokřesťanská praxe veřejné zpovědi před shromážděním existuje dnes u pravoslavných pouze velmi zřídka, někdy pouze v případě křtu dospělého, pokud si to on sám přeje.
Známým případem opravdových společných zpovědí jsou bohoslužby jasnozřivého sv. Jana Kronštadtského (+1909), kdy věřící pod duchovním působením tohoto svatého kněze provolávali v duchovním nadšení své hříchy před všemi ostatními věřícími, káli se, plakali; kupci, kteří jeli kolem se svým zbožím, rozdávali svůj majetek, hříšníci zanechávali svých hříchů a odcházeli do monastýrů (klášterů) atd.

## Praxe u jiných církví
Starokatolická církev, stejně jako Církev československá husitská, někdy aplikuje přímo do nedělních bohoslužeb hromadné rozhřešení shromážděného společenství. Taktéž obě církve praktikují i ušní zpověď. V obou případech je zpovědník vázán zpovědním tajemstvím. Svátost smíření (pokání) představuje jednu ze sedmi svátostí.

### Evangelikální církve
Člověk, který má v srdci opravdovou lítost a rozhodnutí opustit zlou cestu, může s bázní pokleknout před samotným Všemohoucím Bohem zastoupeným Kristem a Jemu vyznat své viny přímo a žádat o odpuštění. To nevylučuje možnost vyznání hříchu před lidmi nebo před konkrétním člověkem a nepopírá ani dar vyhlašovat nad hříšníkem Boží odpuštění daný církvi Ježíšem Kristem. Nezbytná je tedy pravost pokání (lítosti) a pravost ochoty zanechat zla a touha důsledky zlého jednání napravit. Snaží-li se člověk v tomto oklamat Boha, klame sám sebe.